# Frente para la Democracia en Burundi
El Frente para la Democracia en Burundi (Frodebu) (en inglés: Front for Democracy in Burundi, en francés: Front pour la Démocratie au Burundi) es un partido político socialista de Burundi. También se conoce en ambos idiomas como FRODEBU.
Fue fundado por los seguidores de Melchior Ndadaye una vez disuelto el Partido de los Trabajadores de Burundi Burundi Workers' Party en 1986. El FRODEBU fue legalizado como partido político en 1992.
En las elecciones legislativas celebradas en Burundi en 2005, el partido obtuvo el 21,7% de los votos y 30 escaños de un total de 118.
Es miembro consultante de la Internacional Socialista.

## Presidentes
- Melchior Ndadaye (1986-1993)
- Sylvestre Ntibantunganya (1993-1995)
- Jean Minani (1995-2006)
- Léonce Ngendakumana (2006?-Presente)

- Datos: Q647532